# 新山村 (京都府)
新山村（にいやまむら）は、かつて京都府中郡にあった村。現在の京丹後市峰山町中心部の東方一帯にあたる。

## 地理
- 河川：竹野川

## 歴史

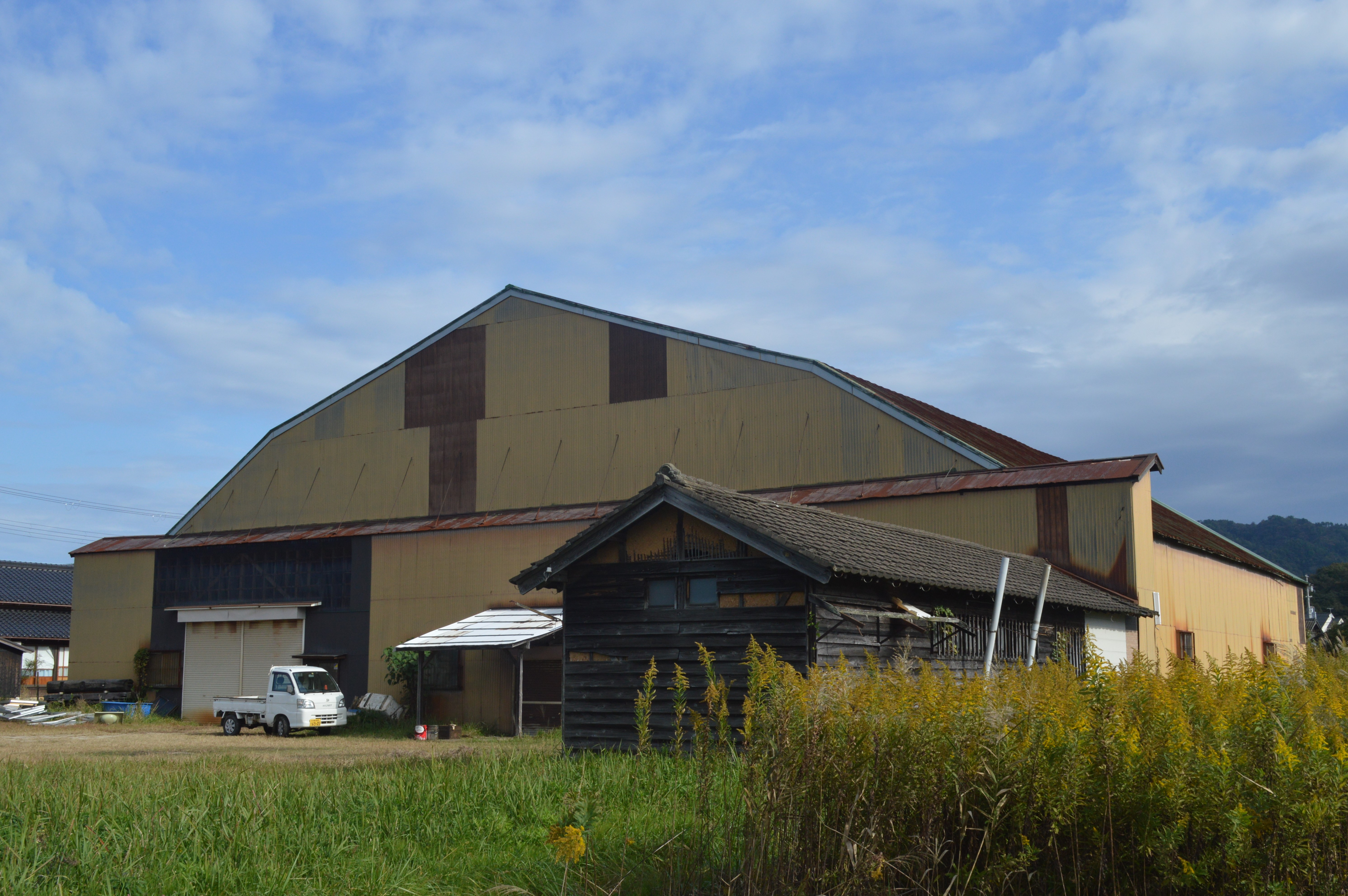
河辺飛行場第4格納庫の遺構

- 1889年（明治22年）4月1日 - 町村制の施行により、荒山村・新町村・内記村の区域をもって中郡新山村が発足。
- 太平洋戦争時 - 河辺村とまたがる場所に峯山海軍航空隊河辺飛行場が設置されていた。
- 1955年（昭和30年）1月1日 - 峰山町・吉原村・五箇村・丹波村と合併し、改めて峰山町が発足。同日新山村廃止。

## 交通

### 鉄道
村域を日本国有鉄道の宮津線（現・京都丹後鉄道宮豊線）が通過したが、駅は所在しなかった。